# Anápolis FC
Anápolis Futebol Clube – brazylijski klub piłkarski z siedzibą w mieście Anápolis leżącym w stanie Goiás.

## Osiągnięcia
- Mistrz stanu Goiás: 1965.
- Wicemistrz stanu Goiás: 1995
- Mistrz drugiej ligi stanu Goiás (Campeonato Goiano de Futebol da Segunda Divisão): 1990.
- Wicemistrz drugiej ligi stanu Goiás (Campeonato Goiano de Futebol da Segunda Divisão): 2002, 2007
- Copa Goiás: 1967.
- Torneio Início: 1966.

## Historia
Klub założony został 1 maja 1946 pod początkową nazwą Operário Futebol Clube. W 1951 klub przyjął obecnie stosowaną nazwę - Anápolis Futebol Clube.